# Civil War (film)
Civil War è un film del 2024 scritto e diretto da Alex Garland.

## Trama

Gli Stati Uniti come suddivisi nel film:
Lealisti (Stati Uniti)
Western Forces
Florida Alliance
New People's Army

In un futuro imprecisato, gli Stati Uniti sono coinvolti in una guerra civile che ha diviso il paese in più fazioni armate. Il conflitto principale vede contrapposti gli stati lealisti, fedeli al presidente, e le Western Forces, un’alleanza militare tra Texas e California.
A New York, la fotografa di guerra Lee Smith salva da un attentato Jessie Cullen, una giovane aspirante reporter che la considera un modello. La sera stessa, Lee rivela al collega Sammy di voler raggiungere Washington con il suo assistente Joel, con l'obiettivo di ottenere un’intervista esclusiva al presidente prima della caduta della capitale. Sammy, pur contrario all’idea, decide di unirsi al viaggio per farsi lasciare al campo base delle Western Forces a Charlottesville.
Il giorno seguente, Lee scopre che Joel ha accettato di portare con loro anche Jessie. Nonostante le iniziali resistenze, Lee acconsente. Durante il viaggio, Jessie inizia a confrontarsi con la realtà della guerra, assumendo un atteggiamento sempre più distaccato nel documentarne gli orrori.
Lungo la strada, il gruppo viene raggiunto da due giornalisti, Bohai e Tony, amici di Joel. In un momento di pausa, Jessie scambia il suo posto in auto con Bohai e prosegue con Tony, ma i due vengono successivamente catturati da militari non appartenenti ad una fazione precisa ma con l'obiettivo di fare pulizia etnica di tutte le persone percepite come non-americane. Joel tenta di intervenire, ma i soldati uccidono Tony e Bohai, prima di essere uccisi a loro volta da Sammy, che salva il gruppo ma rimane gravemente ferito.
Giunti a Charlottesville, il gruppo scopre che l’attacco delle Western Forces a Washington è già iniziato. Sammy muore per le ferite riportate. Lee, Joel e Jessie decidono di seguire le forze ribelli nell’assalto alla capitale. Durante l’offensiva, Lee ha frequenti crisi d’ansia, mentre Jessie si espone sempre di più per ottenere immagini significative. L'assalto prosegue senza tregua, culminando con l'entrata delle Western Forces nella Casa Bianca. Durante uno scontro a fuoco nella West Wing, Lee si sacrifica per salvare Jessie, che con freddezza immortala la morte della collega.
Le Western Forces raggiungono infine lo Studio Ovale, dove il presidente viene catturato. Nonostante le suppliche, Joel si limita a registrare le sue ultime parole prima dell’esecuzione, immortalata da Jessie. Il film si chiude con una fotografia in bianco e nero che si sviluppa lentamente durante i titoli di coda e che ritrae i soldati trionfanti accanto al corpo del presidente.

## Produzione

### Sviluppo e casting

La bandiera delle Western Forces (California e Texas) nel film

Nel gennaio 2022 Deadline riportò la notizia che Alex Garland era stato scelto come regista e sceneggiatore del progetto. Nel cast furono confermati Kirsten Dunst, Wagner Moura, Stephen McKinley Henderson e Cailee Spaeny. A loro in aprile si aggiunse Karl Glusman. Nel corso di un'intervista concessa a The Daily Telegraph, Garland descrisse la pellicola come pezzo complementare del suo film Men del 2022, e disse che "è ambientato in un punto indeterminato del futuro prossimo [...] e serve come un'allegoria fantascientifica per la nostra situazione politica attuale". Nella stessa intervista, fu annunciata anche Sonoya Mizuno come parte del cast, essendo già apparsa in tutti i precedenti film di Garland. Jesse Plemons, marito di Kirsten Dunst, fu scelto per un ruolo non accreditato su suggerimento di Dunst, dopo che l'attore originariamente scelto si era reso indisponibile pochi giorni prima dell'inizio delle riprese. Garland definì la disponibilità di Plemons "una vera e propria fortuna".

### Riprese
Le riprese del film sono iniziate il 15 marzo 2022 ad Atlanta. Il nome in codice del film durante la lavorazione era Road Trip. In maggio la produzione si spostò a Londra. Il budget stanziato per Civil War fu di 50 milioni di dollari. Le scene finali ambientate a Washington D.C. richiesero mesi di pianificazione e furono le più costose. Le scene nelle strade di Washington furono girate a Stone Mountain, Georgia, mentre le sequenze alla Casa Bianca furono filmate nei Tyler Perry Studios di Atlanta.

### Colonna sonora
Ben Salisbury e Geoff Barrow composero la colonna sonora originale del film. Lovefingers dei Silver Apples, Rocket U.S.A. e Dream Baby Dream dei Suicide, Say No Go dei De La Soul, Sweet Little Sister degli Skid Row e Breakers Roar di Sturgill Simpson furono tra i brani musicali inseriti nel film.

## Promozione
Il primo trailer del film è stato diffuso il 13 dicembre 2023.

## Distribuzione
Il film è stato presentato in anteprima mondiale al South by Southwest il 14 marzo 2024; inizialmente prevista per il 26 aprile, la distribuzione nelle sale statunitensi è avvenuta il 12 aprile 2024 e in quelle italiane dal 18 aprile.

## Accoglienza

### Incassi
Il film ha incassato 68756072 $ in Nordamerica e 58581814 $ nel resto del mondo, per un totale di 127337886 $.

### Critica
Su Rotten Tomatoes l'81% delle 398 recensioni è positivo, su Metacritic il voto medio di 64 recensioni è di 75/100.
Dopo l'anteprima del film, Rotten Tomatoes notò che i critici lo descrissero come "un racconto ammonitore girato magnificamente, pieno di grandi idee e con una fantastica interpretazione da parte di Kirsten Dunst, ma che potrebbe sorprendere alcuni spettatori." I critici lodarono la "bellezza e l'intensità del dramma distopico" pur notando il suo "potenziale di controversia e delusione" dovuto all'efficacia dei suoi messaggi.
Recensendo positivamente il film, Peter Debruge di Variety scrisse: "Garland è l'ultima persona a suggerire un abbraccio di gruppo. Come affermazione, la sua potente visione ci lascia scossi, ripetendo di fatto la domanda che ha sedato le rivolte di Los Angeles del 1992: possiamo andare tutti d'accordo?". Matt Zoller Seitz, scrivendo per RogerEbert.com, paragonò Civil War alle pellicole  sui "giornalisti occidentali che documentano il crollo di paesi stranieri", come Un anno vissuto pericolosamente (1982) e Benvenuti a Sarajevo (1997), elogiando infine il film come "furiosamente convincente e inquietante". Anche Lovia Gyarkye di The Hollywood Reporter espresse un giudizio positivo, scrivendo: "Con la precisione e la lunghezza delle sue violente sequenze di battaglia, è chiaro che Civil War funziona come un clamoroso appello. Garland ha scritto il film nel 2020 mentre osservava gli ingranaggi della macchina sensazionalista auto-mitologica americana girare, trascinando la nazione in un incubo. Con quest'ultimo film, suona l'allarme, interrogandosi meno su come un paese cammini ciecamente verso la propria distruzione e più su cosa succede quando questo accade." Manohla Dargis del The New York Times scrisse: "Raramente ho visto un film che mi ha messo così profondamente a disagio o ho visto il volto segnato di un'attrice che, come quello di Dunst, esprimeva il malessere dell'anima di una nazione in modo così vivido da sembrare una radiografia."
Alcuni critici hanno avuto reazioni contrastanti. Amy Nicholson del The Washington Post descrisse il film "freddamente, deliberatamente indifferente ai combattenti e alle vittime", ma ha anche scritto "il film sembra poeticamente, profondamente vero, anche quando suggerisce che gli esseri umani sono più inclini a farsi a pezzi a vicenda per piccoli torti che per una sincera difesa di qualche tipo di principio". Valerie Complex di Deadline Hollywood offrì un giudizio negativo: "L'utilizzo, nella sceneggiatura, di personaggi di colore come canali di brutalità necessitava di essere ulteriormente approfondito... In definitiva, Civil War sembra un'occasione persa. La visione del regista di un'America frammentata, coinvolta nel conflitto, offre il potenziale per un'introspezione sulle nostre attuali divisioni sociali. Tuttavia, l'esecuzione del film, ostacolata da una caratterizzazione superficiale, da una narrazione fiacca e da un'eccessiva dipendenza dallo spettacolo rispetto alla sostanza, mi ha lasciato disinteressato."
Johnny Oleksinski del New York Post osservò: "Il bello di Civil War è che non è specificamente politico. Ad esempio, mentre gli Stati Uniti si dividono in gruppi nemici di stati secessionisti, Texas e California si sono alleati per formare le Western Forces ("Forze Occidentali"). Che un'alleanza del genere possa mai concretizzarsi è probabile quanto un ristorante combinato Sweetgreen/Kentucky Fried Chicken". Eisa Nefertari Ulen, scrivendo su The Hollywood Reporter, notò che il film, pur essendo "altrimenti solido", mancava parzialmente il punto, affermando: "Casablanca resiste perché ha parlato di un momento folle e confuso come questo, e ha spinto il paese lontano dal suo isolazionismo. Civil War non risuona come quel classico, perché non affronta esplicitamente questo momento. Noi, come popolo, non possiamo risolvere un problema che non possiamo nominare."
Stephanie Zacharek della rivista Time scrisse: "Civil War ha l'atmosfera del tipico film di zombi desolato con uno sfondo americano moderno, ma è molto meno efficace del tipico progetto di George A. Romero: a volte un film di serie B con un certo senso dell'umorismo dice di più sulla disperazione di una nazione di uno eccessivamente serio e sarcastico... Abbiamo davvero bisogno di un film per dare uno sguardo alla possibilità di un futuro più cupo?" I registi Lena Dunham, Hannah Fidell, William Goldenberg, Matt Johnson, Lance Oppenheim, Daniel Scheinert, Nicholas Stoller e Nacho Vigalondo citarono tutti Civil War tra i loro film preferiti del 2024. Il film ha ricevuto elogi e critiche per il suo approccio ai temi politici contemporanei, tra cui le preoccupazioni relative al declino democratico e alla crescente deriva "generalista" della politica statunitense.

## Riconoscimenti
- 2024 - National Film Awards[38]
  - Candidatura per il miglior film thriller
  - Candidatura per il miglior film britannico

## Casi mediatici
Ancor prima dell'uscita nelle sale, il film ha creato divisioni e opinioni contrastanti nel pubblico statunitense, seguite da polemiche e accuse di propaganda politica.